# Raul Bermejo Cabezas
Raul Bermejo Cabezas (Ciudad Real, 1982) és professor d'educació infantil i primària a Madrid. Convençut que els nens aprenen a través del joc, la creativitat i l'experimentació, utilitza en les seves classes una metodologia lúdica, que respecta els ritmes naturals i els interessos dels nens, amb l'objectiu d'estimular el pensament creatiu i que cada alumne trobi el seu propi camí de desenvolupament.
Diplomat en Educació Infantil, Graduat en Educació Primària. Va realitzar un postgrau "Expert en Intervenció Logopèdia", té un Màster en Neuropsicologia i diversos cursos de formació com ABP (Aprenentatge Basat en Projectes), Activitats interactives a l'aula i Didàctica de les Matemàtiques. Ha exercit durant 5 anys com a tutor d'Educació Infantil en un Col·legi concertat. És especialista en creativitat i Coordinador del projecte anomenat : CREATIVITAT, en totes les etapes educatives, des de primer cicle d'Educació Infantil fins a Batxiller. A més d'estar altres 5 anys en un programa de Serveis Socials.
Raul Bermejo, un motivador i creatiu professor d'infantil i primària, que ha enamorat a gairebé 50.000 seguidors des de 2014 amb el seu compte en Instragram Thinksforkids. Porta més de 10 anys d'experiència en el món de l'educació tractant de motivar als nens cap a l'aprenentatge. La seva proposta és una educació creativa i motivadora perquè té la certesa que una altra escola és possible.

## Col·laboracions
Raúl Bermejo va col·laborar com a assessor expert donant l'enfocament psicopedagògic juntament amb Ileana Enesco Arxivat 2019-01-06 a Wayback Machine. (doctora en Psicologia del Desenvolupament), en la sèrie de documental "La Vida Secreta dels Nens", una versió espanyola de la saga d'èxit a Regne Unit.
La vida secreta dels nens és un programa documental on podem veure a nens i nenes de 4 i 5 anys de diferents zones geogràfiques d'Espanya; en el qual observem com juguen, com es comporten, com es socialitzen, com se senten i quines són les inquietuds dels més petits.
Per mitjà de diferents activitats i jocs el programa explora les situacions que sorgeixen entre ells, no jutja ni ofereix pautes ni consells als pares; simplement s'observa. Un estudi que ajuda a conèixer millor als petits i a recordar com érem nosaltres a la seva edat.

## LLibres
- Thinks for kids, Editorial Kitsune Books, 2016. ISBN 9788416788057

- Ser Maestro, Editorial Plataforma Editorial, 2017. ISBN 9788416820825

- El viaje cósmico de Saturnino, Editorial Beascoa, 2018. ISBN 9788448851231